# Tod und Verklärung
Tod und Verklärung (op. 24) is een symfonisch gedicht voor een groot orkest van Richard Strauss. Strauss begon met de compositie in de late zomer van 1888 en voltooide het werk op 18 november 1889. Het werk is opgedragen aan zijn vriend Friedrich Rosch.
De compositie beschrijft de dood van een artiest, wat tamelijk ongewoon te noemen is voor een componist van 25 jaar. Op verzoek van Strauss werd deze gebeurtenis beschreven in een gedicht van zijn vriend Alexander Ritter, als een interpretatie van Tod und Verklärung nadat het was gecomponeerd. Als de man dood ligt te gaan, komen gedachten aan zijn leven bij hem voorbij: zijn onschuldige kindertijd, de strijd van zijn mannelijkheid, het bereiken van zijn wereldlijke doelstellingen; en, aan het eind, de langverwachte overgang.
Het werk bestaat uit vier delen:
- I. Largo (De zieke, stervende man)
- II. Allegro molto agitato (De strijd tussen leven en dood, die hem geen respijt biedt)
- III. Meno mosso (Zijn leven gaat aan de stervende man voorbij)
- IV. Moderato (De langgezochte overgang)

De Engelse muziekcriticus Ernest Newman omschreef dit werk als muziek waarbij iemand niet wil sterven of ontwaken: "Te spectaculair, te briljant verlicht, te vol van praal van de massa; terwijl dit een reis is die iedereen alleen en rustig maken moet".
Strauss dirigeerde de première op 21 juni 1890 op het Eisenach Festival (samen met de première van zijn Burleske voor piano en orkest). Hij dirigeerde het werk ook toen hij voor het eerst in Engeland optrad, op het Wagnerconcert met de Philharmonic Society op 15 juni 1897 in de Queen's Hall in Londen.
In een van Strauss' laatste composities, "Im Abendrot" van de zogenaamde Vier letzte Lieder  haalt Strauss op aangrijpende wijze het 'transfiguratie' thema van dit symfonisch gedicht aan, dat hij zestig jaar eerder schreef na de laatste door de sopraan gezongen regel: "Ist dies etwa der Tod?" (Zou dit dan de dood kunnen zijn?).
Op zijn doodsbed zei Strauss tegen zijn schoondochter in 1949: "Het is grappig Alice, doodgaan is net zoals ik het in Tod und Verklärung componeerde."

## Instrumentatie
Het werk is geschreven voor 3 fluiten, 2 hobo’s, Engelse hoorn, 2 klarinetten in bes, basklarinet in bes, 2 fagotten, contrafagot, 4 hoorns in F, 3 trompetten in F en C, 3 trombones, tuba (instrument), pauken, tamtam, 2 harpen en strijkers.

## Geselecteerde opnamen
| Dirigent               | Orkest                          | Opgenomen in |
| ---------------------- | ------------------------------- | ------------ |
| Richard Strauss        | Munich Radio Symphony Orchestra | 1937         |
| Willem Mengelberg      | Koninklijk Concertgebouworkest  | 1942         |
| Arturo Toscanini       | Philadelphia Orchestra          | 1942         |
| Eugene Ormandy         | Philadelphia Orchestra          | 1945         |
| Wilhelm Furtwängler    | Wiener Philharmoniker           | 1953         |
| George Szell           | Cleveland Orchestra             | 1957         |
| Claudio Abbado         | London Symphony Orchestra       | 1981         |
| Bernard Haitink        | Koninklijk Concertgebouworkest  | 1981         |
| Herbert von Karajan    | Berliner Philharmoniker         | 1982         |
| André Previn           | Wiener Philharmoniker           | 1987         |
| Christoph von Dohnányi | Wiener Philharmoniker           | 1989         |
| James Levine           | Metropolitan Opera Orchestra    | 1995         |
| Kurt Masur             | New York Philharmonic           | 1998         |
| David Zinman           | Tonhalle-Orchester Zürich       | 2001         |
| Lorin Maazel           | New York Philharmonic           | 2005         |